# Sanjay Suri
Sanjay Suri (hindi: संजय सूरी, ur. 6 kwietnia 1971 w Śrinagarze Dżammu i Kaszmir, Indie) – bollywoodzki aktor, który karierę zaczął w zawodzie modela.

## Życiorys
Debiutował w 1999 (Pyaar Mein Kabhi Kabhi), ale przełomem dla niego były role u boku Juhi Chawla (Jhankaar Beats 2003, Mój brat Nikhil 2005 – rola chorego na AIDS homoseksualisty – i Bas Ek Pal 2006).
Najmłodszy z trojga (brat Raj i siostra Vasundara), żonaty z Ambiką, syn (ur. w sierpniu 2007)

## Filmografia
| Rok  | Film                                 | Rola                             | Uwagi                                                               |
| ---- | ------------------------------------ | -------------------------------- | ------------------------------------------------------------------- |
| 1999 | Pyaar Mein Kabhi Kabhi               | Bugs                             |                                                                     |
| 2000 | Tera Jadoo Chal Gayaa                | Raj Oberoi                       |                                                                     |
| 2001 | Daman: A Victim of Marital Violence  | Sunil Saikia                     |                                                                     |
| 2002 | Filhaal...                           | Dhruv Malhotra                   |                                                                     |
| 2002 | Dil Vil Pyar Vyar                    | Dev                              |                                                                     |
| 2002 | Chalo Ishq Ladaaye                   | Rahul                            |                                                                     |
| 2003 | Jhankaar Beats                       | Deep                             |                                                                     |
| 2003 | Pinjar                               | Ramchand                         | nominacja do Nagrody Zee Cine dla Najlepszego Drugoplanowego Aktora |
| 2003 | Dhoop                                | kapitanRohit S. Kapoor           |                                                                     |
| 2004 | Plan                                 | Lucky                            |                                                                     |
| 2004 | Insaaf – The Justice                 | oficer policji Vishwanath Prasad |                                                                     |
| 2004 | Shaadi Ka Laddoo                     | Som Dutta                        |                                                                     |
| 2005 | Mój brat Nikhil (My Brother… Nikhil) | Nikhil Kapoor                    |                                                                     |
| 2005 | Home Delivery: Aapko... Ghar Tak     |                                  | gościnnie                                                           |
| 2006 | My Bollywood Bride                   | Bobby                            |                                                                     |
| 2006 | Bas Ek Pal                           | Nikhil Kapoor                    | Nagroda Kalakaar dla Najlepszeggo Aktora (Kalkutta)                 |
| 2007 | Say Salaam India                     | Hari Sadu                        |                                                                     |
| 2007 | Speed                                | Siddharth                        |                                                                     |